# Починок, Эрик Романович
Эрик Романович Починок (эст. Marek Potsinok; 9 сентября 2004, Таллин, Эстония) — эстонский хоккеист, крайний нападающий сборной Эстонии. Брат-близнец Марека Починка.

## Карьера
Выросли в семье хоккеиста сборной Эстонии Романа Починка. Всегда выступал за одни команды вместе с Мареком. Лишь в 2020 году на Зимних юношеских Олимпийских играх в Лозанне они в впервые соперничали друг с другом на серьезном уровне. Они вошли в разные смешанные команды в дисциплине «Хоккей 3x3»: они не составлялись по национальному признаку, а всего в турнире принимали участие представители 13 стран. Команда «Коричневые», за которую выступал Эрик, завоевала бронзовые медали, а «Зеленые» вместе с Мареком стали победителями турнира..
Три сезона братья выступали за молодежный состав финского клуба «Спорт», а затем они вошли в основу клуба второй финской лиги «КеуПа». Но, в отличие от Марека, Эрик провел за него в чемпионате всего пять игр, в которых отметился одной забитой шайбой. Летом 2025 года эстонские игроки пополнили состав итальянского «Унтерланда» из Альпийской хоккейной лиги.

### В сборной
Эрик Починок был капитаном юниорских и молодежной сборных Эстонии. За главную национальную команду дебютировал на Чемпионатах мира на домашнем турнире в Первом дивизионе.

## Достижения
- Бронзовый призер Зимних юношеских Олимпийских игр по хоккею 3x3 (1): 2020.